# Tom Price (roer)
Thomas Steele "Tom" Price (født 28. maj 1933 i Long Branch, New Jersey) er en amerikansk tidligere roer og olympisk guldvinder.

## Rokarriere
Price var ganske ny i roning, idet han først begyndte at ro seks måneder, inden han blev udtaget til OL 1952 i Helsinki. Hans makker i toer uden styrmand fra Rutgers Scarlet Knights var heller ikke videre rutineret, og duoen blev, som det kunne forventes, sidst i deres indledende heat, men de vandt derpå deres opsamlingsheat. Dermed var de kvalificeret til semifinaleopsamlingsheatet, som de også vandt, hvorved de var i finalen. Her var det Kurt Schmid og Hans Kalt fra Schweiz, der lagde bedst ud, men senere overtog belgierne Michel Knuysen og Bob Baetens føringen. Amerikanerne vandt ind på dem, og de to både lå tæt, indtil Logg og Price satte en slutspurt ind de sidste 100 m og vandt guld med et forspring på næsten tre sekunder, mens belgierne fik sølv og schweizerne bronze.
I 1955 opnåede Price og Logg deres andet store internationale resultat, da de vandt guld ved de panamerikanske lege.

## OL-medaljer
- 1952:  Guld i toer uden styrmand